# Kilravock Castle
Kilravock Castle (sprich: Kilrawk) ist eine Niederungsburg in der Nähe des Dorfes Croy zwischen Inverness und Nairn in der schottischen Council Area Highland. Historisch lag sie in der traditionellen Grafschaft Nairnshire. Der Bau der Burg wurde um 1460 begonnen und seitdem war sie der Sitz des Clans Rose. Die Burg ist eine Mischung aus einem Tower House aus dem 15. Jahrhundert und verschiedenen, späteren Anbauten. Der schottisch-gälische Name der Burg war Cill Rathaig (dt.: Kirche im kleinen, runden Fort).

## Geschichte
Die Ländereien gehörten der Familie Boscoe und fielen im 12. Jahrhundert durch Heirat von Andrew Boscoe nach dessen Tod an seine Witwe Elizabeth Bissett. Durch die Heirat ihrer zweiten Tochter Mary Boscoe mit Hugh II. de Ros vom Clan Rose gelangten die Ländereien in diese Familie.
Der Donjon der Burg stammt von 1460, als der damalige Baron von Kilravock die Lizenz zum Bau eines befestigten Hauses (engl.: Licence to crenellate) vom Lord of the Isles erhielt. Dieser wurde im 17. Jahrhundert durch Anbau eines Treppenturms mit quadratischem Grundriss und eines Südflügels erweitert. Die Flügel im Norden und Westen des Gevierts wurden später hinzugefügt.
Maria Stuart weilte 1562 in der Burg und Prinz Charles Edward Stuart war vier Tage vor der Schlacht bei Culloden zu Gast. Sein Gegner, der Duke of Cumberland stattete seinen Besuch bald nach der Schlacht ab und Robert Burns war im September 1787 da. Heute hat Historic Scotland Kilravock Castle als historisches Bauwerk der Kategorie A gelistet und der Clan Rose bewohnt es nicht mehr. Die Burg gehört nicht mehr zu den Ländereien des Clan Rose, sie wurde 1984 an den gemeinnützigen Christian Trust transferiert. Eine Zeitlang wurde dort ein Bed and Breakfast betrieben, aber heute ist sie nicht mehr öffentlich zugänglich.

## Der Clan Rose
Kilravock Castle war fortlaufend von der Familie Rose gepachtet, einer Familie normannischen Ursprungs, die zusammen mit Wilhelm dem Eroberer in Großbritannien eintraf. Sie siedelte 1293 in Kilravock und seitdem folgte der Sohn dem Vater als Familienoberhaupt nach, ohne dass jemals ein anderer Erbe dazwischen war. Dieser fortgesetzte, direkte Erbfolge ist auch für schottische Verhältnisse ungewöhnlich.
Darüber hinaus trugen viele Roses den Vornamen Hugh und nur einer von ihnen hatte einen höheren gesellschaftlichen Rang als der eines Lairds. Die Clanchefin Anna Elizabeth Emily Guillemard Rose, 25. of Kilravock, starb friedlich am 9. Dezember 2012 in Nairn im Alter von 88 Jahren. Der Lord Lyon erkannte David Hugh Heriot Baird Rose, den Neffen von Elizabeth Rose, im Juni 2013 als neuen Clanchef und 26. Baron von Kilravock an. Einige der derzeitigen Nachkommen des Clans Rose wohnen in den USA, in den Staaten Maine und Texas, andere wohnen in Kanada (südliches Saskatchewan) und Australien. Wieder andere leben noch in Schottland oder in London.